# Keresztes Ildikó
Keresztes Ildikó (Marosvásárhely, 1964. augusztus 8. –) Máté Péter-díjas magyar énekesnő, színésznő, előadóművész, a Soproni Petőfi Színház örökös tagja.

## Életpályája

### Fiatalkora
Az erdélyi, örmény gyökerekkel rendelkező, Keresztes család leszármazottja.
Szülővárosában tornásznak készült. 1982-ben költözött át édesanyjával Magyarországra.

### Énekesnői pályafutása
Aki egyszer is hallotta már őt énekelni a jellegzetesen mély, rekedtes hangján, az biztos, hogy soha nem felejti el. Ám nemcsak különleges hangszíne, hanem tartása, lehengerlő őszintesége, drámai ereje, egyszóval az egész lénye és tehetsége az, ami valóban rabul ejti közönségét.

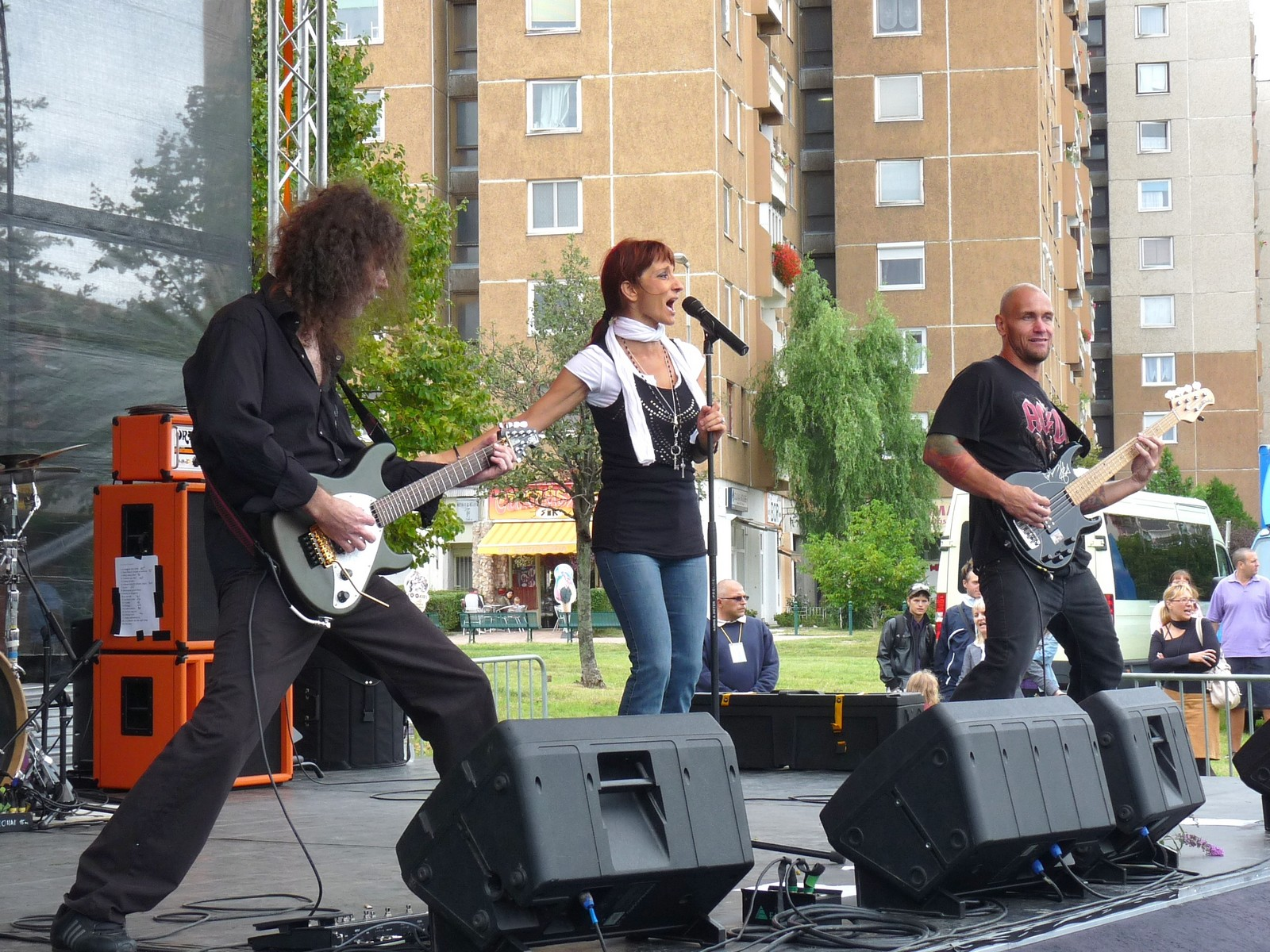
Keresztes Ildikó kísérőzenekara, a Keresztes Ildikó Band

1999-ben debütált mint szólóénekesnő első nagylemezével, mely a Nem tudod elvenni a kedvem címet viselte. A címadó dal Sass Jordan angol–kanadai énekesnő, dalszerző Make You a Believer c. dal magyar átirata, míg a többi dal többségének szerzője Szekeres Tamás és Novák Péter. Még ugyanebben az évben megkapta második eMeRTon-díját, mint az év legjobb énekesnője. 2000-ben két duettet énekelt Balázs Fecóval (A csönd éve; Új név a régi ház falán), melyeket Fecó A csönd évei c. lemezére rögzítettek.
2001-ben megjelent második nagylemeze, a Nekem más kell. Az album popos hangvételű lett az első lemezzel szemben, de mégis 2002-ben „Az év hazai rockalbuma” kategóriában jelölték Arany-Zsiráf (ma: Fonogram) díjra, köszönhetően a címadó szerzeménynek, ami egy rockos hangvételű dal. A dalokat Szűcs Norbert szerezte, a szövegeket Adamis Anna írta. Még az album megjelenésének évében Keresztes Ildikó Artisjus-díjat kapott, musical kategóriában.
2005-ben elénekelte a Csak szex és más semmi c. film betétdalát, a Boldogság, gyere haza c. szerzeményt, amiért 2006-ban VOXCar-díjat kapott. 2007-ben újabb filmdalt énekelt fel, a Lora c. drámafilm betétdalát, a Legyen most más c. Hrutka Róbert szerzeményt, majd pedig 2009-ben az Utolsó jelentés Annáról c. film főcímzenéjét is ő énekelte, Hazátlan ember címmel.
Legelőször 2007 nyarán énekelt a Csináljuk a fesztivált! c. műsorban, melynek 2008 őszétől 2010 tavaszáig állandó fellépője volt.
2008. szeptember 19-én jelent meg harmadik nagylemeze, a Minden, ami szép volt. A lemezen 13 feldolgozás hallható az elmúlt 20-30 év legszebb és legjobb magyar rock és blues előadóitól, zenekaraitól, mint például a Kovács Kati, Bikini vagy az LGT. A lemez 2010 tavaszán bearanyozódott.
2010. március 29-én megjelent negyedik, Csak játszom című lemeze. Az előző album hagyományait követve, ezen a lemezen is a dalok túlnyomó többsége feldolgozás, csak újabb kori előadóktól és zenekaroktól, úgymint például: Tankcsapda, Hooligans, Ákos. Kerültek a lemezre olyan dalok is, melyek kevésbé voltak ismertek, ezáltal első hallásra újnak hatottak, ilyen Az én utam vár, a Híd a folyón és Magányos csónak is. Ez utóbbi dal érdekessége, hogy amikor Tompos Kátya a 2009-es Eurovíziós Dalfesztiválon való indulását lemondta, Pálvölgyi Géza, a dal szerzője Keresztes Ildikót jelölte ki, fel is énekelte a dalt, de végül nem ő képviselte hazánkat, mert az eredeti előadó-, a kiadó-, és a zeneszerző hármas egységet alkot, és azt nem lehet megbontani. Az újszerű dalok és a feldolgozások mellett a lemezen helyt kapott két új szerzemény is, az egyik a Csak a miénk c. dal, Orbán Tamás szövegével, ami hamar rádiós sláger lett, a Neo FM TOP 10-es listáján gyakran szerepelt az első helyen. A másik új dal pedig A nevem, Szabó Eszter szövegével. Az új dalok Björn Lodin svéd zeneszerző, a Hard együttes frontemberének szerzeményei. Az album 2011 tavaszán érte el az aranylemez státuszt, valamint még ugyanebben az évben Fonogram-díjra is jelölték.
A 2010 nyár végén induló X-Faktor c. tehetségkutató show-műsornak 3 évadon keresztül az egyetlen női mentora volt. Az első és a második évadban is a fiúk mentora volt, viszont a harmadik évadban a 28 év felettieké. 2013 tavaszán viszont bejelentette, hogy nem kíván többet a mentori szerepben részt venni. A negyedik évadban a Mentorházban Alföldi Róbert mentorsegédje volt.
2011. október 31-én jelent meg ötödik nagylemeze, A démon, aki bennem van címmel. Az énekesnő előző két válogatáslemeze után egy olyan albumot szeretett volna, amilyen az első kettő volt: csak saját dalokból álló szerzemények. A lemezen 12 vadonatúj dal kapott helyet, a címadó dalt Szűcs Norbert zeneszerző szerezte, akivel Ildikó a második szólólemezét készítette. Ezentúl írt még egy dalt Dandó Zoltán is, azonban a többi dalt Björn Lodin jegyzi. Az albumon hallható dalok szövegét Horváth Attila írta. A lemezen helyet kapott a Várj úgy c. dal is, amit a 2011-es Fonogram-díj átadása gálán Keresztes Ildikó a H.A.R.D. zenekarral adott elő. A szerzemény érdekessége, hogy Björn Lodin – Vámos Zsolttal – eleinte Ildikónak kezdte el írni a dalt, de 2011 tavaszán a H.A.R.D. együttes nagylemezére is felkerült, végül Keresztes Ildikó új lemezére is feljátszották. A Hátha lehet még c. dal megtalálható a lemezen Ildikó szóló-előadásában, valamint egy kvartett verzióban is, ahol az énekesnő három korábbi tanítványával – Takács Nikolasszal, Király L. Norbival és Vastag Tamással – énekli a dalt. Keresztes Ildikó az albumról az Egészen, mert félig nem tudok c. dalát az X-Faktor második évadának döntőjében adta elő, mint extra produkciót.
Keresztes Ildikó az X-Faktor harmadik évadának harmadik élő show-ja elején elénekelte Adele Skyfall című Oscar-díjat nyert dalát. Nem sokkal ezután, december 6-án meg is jelent digitális kislemez formájában a dal, Keresztes Ildikó előadásában.
Keresztes Ildikó még 2012. végén kiadója kérésére felénekelte Köteles Leander, a Leander Rising együttes frontemberének egyik szerzeményét, a Nem akarok többé játszani című dalt. A dal 2013 januárjában látott először napvilágot, demó formában és rock verzióban, ugyanis a lemezcég ezzel a dallal nevezte be Ildikót a 2013-as Eurovíziós Dalfesztiválra. Hamarosan született rá egy újabb, dubstep-es verzió is, A Dal c. műsorban már ez volt hallható, ahol az énekesnő az első elődöntőben a zsűri szavazatai alapján továbbjutott, majd pedig az első középdöntőben a közönség szavazatai alapján bejutott a döntőbe, a legjobb 8 közé.
Az X-Faktor negyedik évadának döntőjében sztárfellépőként elénekelte az Adj valamit c. dalát, ami digitálisan 2014. március 4-én meg is jelent kislemez formájában. A dal Kovács Tamás, az INDIGO zenekar gitárosának és Szabó Eszternek a szerzeménye.
2014. augusztus 18-án megjelent digitálisan a Rómeó c. dala, mely Kovács Tamás, Péterfi Attila és Djordjević Georgević István szerzeménye.
2014 őszén a Sztárban sztár c. show-műsor versenyzője volt, ahol 6. helyezést ért el.
2014. őszén megjelent önéletrajzi könyve is Keresztes Ildikó – A sokoldalú díva őszinte vallomása címmel az Ulpius-ház Könyvkiadó gondozásában, egy 5 dalt tartalmazó CD melléklettel. A könyv a kiadó heti TOP 10-es eladási listáján a 4. helyen végzett.
2015-ben az énekesnő bekerült A Dal eurovíziós nemzeti dalválasztó show elődöntőjébe Hazád hazám lehet című dalával.
2016 tavaszán A nagy duett c. show-műsor versenyzője volt, duettpartnere Schobert Norbi, akivel 5. helyezést értek el a műsorban.
2016. június 29-én megjelent a „Bárcsak” c. dala, amely a később, 2016. szeptember 29-én megjelenő hatodik, Most c. nagylemezének az előfutára. A nagylemezen 13 dal kapott helyet, melynek többsége új, friss szerzemény, azontúl szerepel rajta két feldolgozás (LGT; V'Moto-Rock), valamint felkerült rá új hangszerelésben a 2014-ben megjelent Adj valamit c. dal és a 2015-ös Dal-ban előadott Hazám, hazád c. dala is. A lemezen Ildikó Szűcs Norbert szerzeményében duettet énekel Oláh Ibolyával. A lemezbemutató koncertjét 2016. november 29-én tartotta a Müpában a Magyar Rádió Szimfonikus Zenekara közreműködésével. Az album 2017 szeptemberében érte el az aranylemez státuszt.
2016 őszén a Star Academy c. tehetségkutató show-műsor zsűritagja volt. 2017. augusztus 18-án, az államalapítás ünnepe alkalmával: egyedi énekhangjával és jellegzetes stílusával, színházi és koncertszínpadokon egyaránt sikeres, sokoldalú előadóművészi pályája elismeréseként vehette át A Magyar Érdemrend lovagkeresztje állami kitüntetést. (Érdekesség, hogy Ildikó előtt, az énekesnők közül a könnyűzenében csak néhányan részesültek állami kitüntetésekben: Kovács Kati, Koncz Zsuzsa, Cserháti Zsuzsa és Katona Klári).
2021-ben két új jazz dallal jelentkezett: Együtt jó és Egy darab a szívemből, mindkét dal szerzője Pálvölgyi Géza, utóbbi dal szövegírója Takáts Tamás.
2022-ben szerepelt a Dalfutár c. műsorban, ahol új dalt írtak a részére Te maradtál címmel, a dal szerzői: Áron András és Barkóczi Noémi. A dal producere és egyben a zenekar, akik a dalt feljátszották: Carson Coma.
2023. április 2-án megjelent új dala, 1000 út címmel, melyet Z. Kiss Zalán, a Pokolgép szólógitárosa szerzett Ildikónak, Duba Gábor szövegíróval. A dal autizmusról szól.

### Színésznői pályafutása
Szeretek játszani, mert lakozik bennem egy óriási nagy bohóc. Azt szoktam mondani, hogy nekem a színház olyan, mint egy felnőtt játszótér. Ott kiélhetem mindenféle gyerekes, vagy nőies dolgaimat. Mindig más ruhába kell bújni, mindig más karaktert kell megformálni, és ezt nem lehet megunni.
Keresztes Ildikó élete első színházi szerepét 1988-ban, A költő visszatér c. rockoperában kapta. 1989-től kezdett el játszani a budapesti Thália Színházban, ami 1990-től Arizona Színház néven futott. 1993-ig játszott az Arizonában, mert a társulat leköltözött a Soproni Petőfi Színházba. Keresztes Ildikó első soproni szerepe a Zsuzsi kisasszony c. operett volt, Mikó István rendezésében, aki még a Tháliában indította el Keresztes Ildikót a színészi pályán. 2006-tól Keresztes Ildikó a Soproni Petőfi Színház örökös tagja. Keresztes Ildikó játszott még a Szegedi Szabadtéri Játékokon, a Nemzeti Táncszínházban, a Madách Színházban, a Ruttkai Éva Színházban, a Nyugati Teátrumban, az IBS Színpadon, a Margitszigeti Szabadtéri Színpadon, a Városmajori Szabadtéri Színpadon, a Papp László Budapest Sportarénában, valamint a Népstadionban is. 2008-tól a Turay Ida Színház társulatának tagja. 2021-től a Budapesti Operettszínházban is társulati tag.

## Diszkográfia

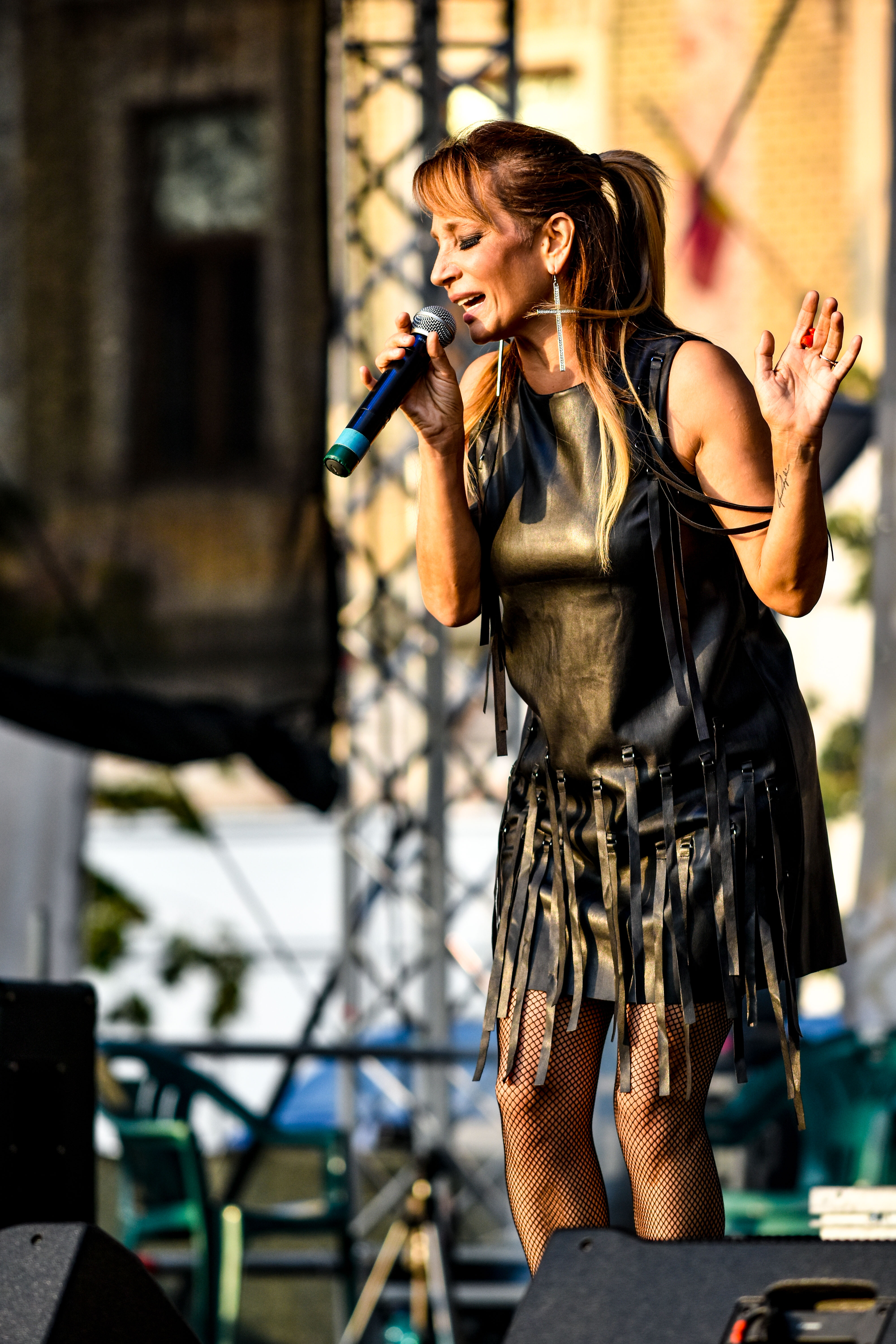
Keresztes Ildikó egy 2018. augusztusi koncerten Kolozsváron

### Szólólemezek
| Év   | Album                                                     | Legmagasabb helyezés                   | Minősítés       | Kiadó                    |
| Év   | Album                                                     | MAHASZ Top 40 album- és válogatáslemez | Minősítés       | Kiadó                    |
| ---- | --------------------------------------------------------- | -------------------------------------- | --------------- | ------------------------ |
| 1999 | Nem tudod elvenni a kedvem - Megjelenés: 1999. március 5. | 32                                     |                 | Sony Music Entertainment |
| 2001 | Nekem más kell - Megjelenés: 2001.                        | 32                                     |                 | Sony Music Entertainment |
| 2008 | Minden, ami szép volt - Megjelenés: 2008. szeptember 19.  | 6                                      | Aranylemez 2010 | Sony BMG                 |
| 2010 | Csak játszom - Megjelenés: 2010. március 29.              | 3                                      | Aranylemez 2011 | Sony Music Entertainment |
| 2011 | A démon, aki bennem van - Megjelenés: 2011. október 31.   | 6                                      |                 | Sony Music Entertainment |
| 2016 | Most - Megjelenés: 2016. szeptember 29.                   | 4                                      | Aranylemez 2017 | Gold Record              |

### Kislemezek
- 1989 – Minden kincsem (Cserháti Zsuzsával) [21]
- 1999 – Nem tudod elvenni a kedvem... [22]
- 1999 – Nem a miénk az ég [23]
- 1999 – A csönd éve (Balázs Fecóval) [24]
- 2001 – Nekem más kell [25]
- 2002 – Sohase lépj túl vékony jégre / A szépek máshol járnak [26]
- 2011. október 17. – A démon aki bennem van (digitális)
- 2012. december 6. – Skyfall (digitális)
- 2013. február 1. – Nem akarok többé játszani (digitális)
- 2014. március 4. – Adj valamit (digitális)
- 2014. augusztus 18. – Rómeó (digitális)
- 2016. június 29. – Bárcsak (digitális)
- 2021. március 19. – Együtt jó (digitális)
- 2021. július 2. – Egy darab a szívemből (digitális)
- 2023. április 6. – 1000 út (Z. Kiss Zalánnal) (digitális)

### Rózsaszín Bombázók
- 1987 – Álomkép – kislemez
- 1989 – Svédasztal[27]

### Közreműködik
| Év   | Album                                                                                      | Dal | Legmagasabb helyezés                   | Minősítés  | Forrás |
| Év   | Album                                                                                      | Dal | MAHASZ Top 40 album- és válogatáslemez | Minősítés  | Forrás |
| ---- | ------------------------------------------------------------------------------------------ | --- | -------------------------------------- | ---------- | ------ |
| 1985 | Kormorán: Nyújtsd kezed / Újra kell kezdeni mindent                                        | N/A | -                                      | -          | [ 28 ] |
| 1987 | Kormorán: Szerelmes énekek                                                                 | Zöld ág késekkel; Mindennapi szerelem; Nem szeretsz | -                                      | -          | [ 29 ] |
| 1988 | Kormorán: A költő visszatér                                                                | N/A | -                                      | -          | [ 30 ] |
| 1988 | Varga Miklós: Otthonról hazafelé (kiadatlan lemez)                                         | Otthonról hazafelé | -                                      | -          | [ 31 ] |
| 1988 | Super Hits '88: Hand in Hand                                                               | Loco-Motion | -                                      | -          | [ 32 ] |
| 1989 | Pop-Tari-Top: Sikerlista '88                                                               | Loco-Motion | -                                      | -          | [ 33 ] |
| 1989 | Spirit of the Forest / Esőerdő                                                             | Spirit of the Forest: Lányos verzió | -                                      | -          | [ 34 ] |
| 1989 | Supra Hits! Fantastic!                                                                     | Especially For You; Cherish | -                                      | -          | [ 35 ] |
| 1990 | Supra Hits! Sensation!                                                                     | Vogue; Black Velvet | 7                                      | -          | [ 36 ] |
| 1990 | SOS Gyermekfalu Javára – Nyújtsd Kezed                                                     | Nyújtsd kezed; Szívhang | -                                      | -          | [ 37 ] |
| 1991 | Benkő Péter: Együtt és mégis külön                                                         | Együtt és mégis külön II. | -                                      | -          | [ 38 ] |
| 1992 | A kölyök: Édes-bús musical Chaplin emlékére                                                | Nyitány – Dal Hollywoodról; Soha már; Ábrándozás; Nyújtsd a kezed; Ezentúl                                                                                | -                                      | -          | [ 39 ] |
| 1993 | Top Hits '70                                                                               | Vénusz | 32                                     | -          | [ 40 ] |
| 1993 | Supra Slágerek Magyarul                                                                    | How Do You Do; Játszótér / This Used To Be Playground | 14                                     | -          | [ 41 ] |
| 1993 | Supra Hits Sensation !!!                                                                   | No Limit; Almost Unreal; What's Up | 2                                      | -          | [ 42 ] |
| 1994 | Bródy János, Illés Lajos, Szörényi Levente: Miért hagytuk, hogy így legyen? (maxi)         | Miért hagytuk, hogy így legyen? | -                                      | -          | [ 43 ] |
| 1994 | Koltay Gergely: Szerelemből szerelembe                                                     | Tegnap és holnap; Veled leszek én; Ami az emlékkönyvből kimaradt                                                                                          | -                                      | -          | [ 44 ] |
| 1994 | East: Radio Babel                                                                          | N/A | -                                      | -          | [ 45 ] |
| 1995 | East: Két arc (koncert)                                                                    | 56'; A szerelem sivataga | -                                      | -          |        |
| 1995 | Varga Miklós: A hajnal                                                                     | N/A | -                                      | -          | [ 46 ] |
| 1995 | Supra Hits – Dance Extasy                                                                  | Be My Lover; There's A Party; Baby, Baby | 13                                     | -          |        |
| 1995 | Best Of Supra Hits                                                                         | Black Velvet; How Do You Do; What's Up; No Limit | 13                                     | -          |        |
| 1995 | Az első sírásó – rockopera (részletek)                                                     | Éva áriája (Kert); Sors (Kert); Ugyan mire jó? (Karnevál); Prága; Ádám imája                                                                              | -                                      | -          | [ 47 ] |
| 1996 | UFO: Szerelemdoktor                                                                        | Szerelemdoktor; Willkommen In Ungarn; Valahol délen; Katonadolog; Black Jack; Kolombusz                                                                   | 20                                     | -          | [ 48 ] |
| 1996 | UFO: Katonadolog                                                                           | Katonadolog | -                                      | -          | [ 49 ] |
| 1996 | 4F Club: Fórefkláb                                                                         | Félember vagyok | 10                                     | -          | [ 50 ] |
| 1996 | 4F Club: Balatoni láz                                                                      | Félember vagyok | -                                      | -          | [ 51 ] |
| 1996 | Irigy Hónaljmirigy: A csillagok háborognak                                                 | Rockant válogatott; Bat-Man; Gyere és tátogj | 1                                      | -          | [ 52 ] |
| 1996 | Edda Művek: Elvarázsolt Edda-dalok                                                         | Álom ez a nap | -                                      | -          | [ 53 ] |
| 1997 | Hobo: Kövek az útról                                                                       | Adj menedéket! | 30                                     | -          | [ 54 ] |
| 1997 | Irigy Hónaljmirigy: Buliwood                                                               | N/A | 3                                      | -          | [ 55 ] |
| 1998 | Kormorán: 1848                                                                             | A harangok dala | -                                      | -          | [ 56 ] |
| 1998 | Koltay Gergely: Kell még egy szó (Kereskedelmi forgalomba nem került)                      | Hol az út; Volt egyszer egy színház; Nyújtsd felém a kezed                                                                                                | -                                      | -          | [ 57 ] |
| 1999 | Latin Hits                                                                                 | Coco Jambo | -                                      | -          | [ 58 ] |
| 1999 | Reggeli                                                                                    | Tűnj el (duett Novák Péterrel) | -                                      | -          | [ 59 ] |
| 1999 | Aranyág: Ártatlan világ                                                                    | Holnap | -                                      | -          |        |
| 1999 | Sasi-Teshow – Zeneutca                                                                     | Oláh Ali emlékére | -                                      | -          | [ 60 ] |
| 1999 | Omega: KonceRt                                                                             | Soldier Of Time (Nem a miénk az ég) | -                                      | -          | [ 61 ] |
| 2000 | Balázs Fecó: A csönd évei                                                                  | A csönd éve; Új név egy régi ház falán | 17                                     | -          | [ 62 ] |
| 2000 | Balázs Fecó: Új név a régi ház falán                                                       | Új név a régi ház falán | -                                      | -          | [ 63 ] |
| 2000 | Hits.hu                                                                                    | A csönd éve (duett Balázs Fecóval) | -                                      | -          |        |
| 2000 | Supra Hits! 2000                                                                           | N/A | -                                      | -          | [ 64 ] |
| 2000 | Erdész Róbert: Meeting Point                                                               | Ritual Song | -                                      | -          | [ 65 ] |
| 2000 | UFO: Best of UFO                                                                           | Szerelemdoktor; Katonadolog; Valahol délen; Black Jack | 33                                     | -          |        |
| 2000 | Élet vagy halál – Egy dal a Tiszáért                                                       | Élet vagy halál | -                                      | -          | [ 66 ] |
| 2000 | Kettesben                                                                                  | A csönd éve (duett Balázs Fecóval) | -                                      | -          |        |
| 2001 | Kettesben 2                                                                                | Nem a miénk az ég | -                                      | -          |        |
| 2001 | Jeff: Játék a tűzzel                                                                       | Játék a tűzzel; Háttérhős; Kémnő, neve Jennifer; Áldott minden nap; El ne hagyj; Fekete gyöngyszemek; Kékszemű vándor; Törnek a vázák; Úgy ölelt; 200 dal | -                                      | -          |        |
| 2001 | Oliver Blume: Budapest                                                                     | Budapest | -                                      | -          | [ 67 ] |
| 2002 | Tolcsvay László: 12 nő                                                                     | Élsz valahol | -                                      | -          |        |
| 2002 | A lelátó slágerei                                                                          | Carneval de Paris; Un 'Estate Italiana | 4                                      | -          |        |
| 2002 | Amstel Jam és barátai                                                                      | Honky Tonk Woman | -                                      | -          |        |
| 2002 | Kormorán: Örvendj, Magyarország!                                                           | N/A | -                                      | -          | [ 68 ] |
| 2003 | Sláger slágerek – '90-es évek                                                              | Nem a miénk az ég | -                                      | -          |        |
| 2004 | Pop líra                                                                                   | Nem a miénk az ég | 6                                      | -          |        |
| 2004 | Defender: Álarcod mögött                                                                   | Várok még rád | -                                      | -          |        |
| 2005 | Vallomás – Legszebb szerelmes dalok                                                        | Nem tudod elvenni a kedvem... | 5                                      | -          |        |
| 2005 | Sláger slágerek – Sláger dívák                                                             | Nem a miénk az ég | -                                      | -          |        |
| 2005 | Le a fejjel!                                                                               | Méregkeverők | -                                      | -          | [ 69 ] |
| 2005 | Irigy Hónaljmirigy: Daléria 1994 – 2004/Best Of Irigy Hónaljmirigy                         | Ez a divat; Gyere és tátogj | 2                                      | Aranylemez |        |
| 2005 | A rock album – A Magyar rock 16 nagy pillanata 2                                           | Adj menedéket | -                                      |            |        |
| 2006 | Tibor vagyok, de hódítani akarok!                                                          | Boldogság, gyere haza | -                                      | -          | [ 70 ] |
| 2006 | Edda Művek: A szerelem hullámhosszán                                                       | Ma minden más | 5                                      | -          |        |
| 2006 | Rock – A Legjobbaktól                                                                      | Nem tudod elvenni a kedvem... | -                                      | -          |        |
| 2006 | Egyesült Hangok                                                                            | Magyarország | 1                                      | -          |        |
| 2006 | Fociláz 2006 – A lelátó slágerei egy folyamatos mixben!                                    | Un' Estate Italiana | -                                      | -          |        |
| 2007 | Csináljuk a fesztivált                                                                     | Boldogság, gyere haza | 4                                      | -          | [ 71 ] |
| 2007 | Dívák                                                                                      | Nekem más kell | 3                                      | -          |        |
| 2007 | 56 csepp vér                                                                               | Átkozott egy élet | 5                                      | -          |        |
| 2007 | A 3 testőr                                                                                 | Lesz-e nyár?; Egykor, most és mindörökké | -                                      | -          |        |
| 2007 | Koltay Gergely: Égjen neked a fény                                                         | A bohóc, a tigris, az oroszlán | -                                      | -          | [ 72 ] |
| 2008 | Holnaptól más lesz – Binder Károly és Varga Gábor dalai                                    | Add meg nekem; Rabló lélek; Holnaptól más lesz a világ; Mától már; Háromszáz éven át; Élj velem; Megláttalak; Róma; Úton; Úgy kérlek                      | -                                      | -          | [ 73 ] |
| 2008 | De-Pression: A gyertyák földig égnek                                                       | Emlék | -                                      | -          | [ 74 ] |
| 2008 | Horváth Attila életmű – Ha volna két életem (A legszebb balladák 2)                        | A csönd éve (duett Balázs Fecóval) | 26                                     | -          |        |
| 2008 | Koltay Gergely: Őrizz meg engem                                                            | Veled leszek én | -                                      | -          | [ 75 ] |
| 2009 | Dívák és szerelmek                                                                         | Utolsó érintés | 1                                      | -          |        |
| 2009 | Balázs Fecó: Érints meg még egyszer (best of)                                              | A csönd éve | 5                                      | Aranylemez | [ 76 ] |
| 2009 | Best Of A Zene                                                                             | A csönd éve (duett Balázs Fecóval); Nekem más kell | 1                                      | -          |        |
| 2010 | Négy Mentor – 5 dal                                                                        | Mentor faktor; A nevem | 28                                     | -          |        |
| 2010 | Hungary 2010                                                                               | Mentor faktor | -                                      | -          |        |
| 2011 | Balázs Fecó: 60 – Csak az évek múltak el...                                                | A csönd éve | 5                                      | Aranylemez |        |
| 2012 | Cserháti Zsuzsa: 10 legnagyobb slágere mai előadóktól                                      | Hamu és gyémánt | -                                      | -          | [ 77 ] |
| 2012 | Máté Péter: A 10 legnagyobb sláger mai előadóktól                                          | Hazám | 2                                      | -          |        |
| 2012 | Balázs Fecó: A 10 legnagyobb sláger mai előadóktól                                         | Maradj velem | -                                      | -          | [ 78 ] |
| 2013 | Határtalan dal                                                                             | Határtalan dal | -                                      | -          | [ 79 ] |
| 2013 | Eurovíziós Dalfesztivál 2013 – A Sony Music jelöltjei (digitális)                          | Nem akarok többé játszani (Eurovision Version) | -                                      | -          |        |
| 2013 | A Dal 2013 – A legjobb 30                                                                  | Nem akarok többé játszani | 1                                      | -          | [ 80 ] |
| 2013 | Cipő Cipő Emlékkoncert – Őrizz engem ezen a világon 2CD – Élő                              | Léna; Erdő közepében | 22                                     | -          | [ 81 ] |
| 2014 | Kinek mondjam el...? (Tisztelgés a 20 éve legsikeresebb magyar eurovíziós versenydalnak)   | Kinek mondjam el vétkeimet | -                                      | -          | [ 82 ] |
| 2014 | Éliás Jr. – Egy láthatatlan szál                                                           | Valaki elköszön | -                                      | -          | [ 83 ] |
| 2014 | Feke Pál – Musical Live 1.                                                                 | Urak, Urak!; Nem a miénk az ég | -                                      | -          | [ 84 ] |
| 2015 | A Dal 2015 – A legjobb 30                                                                  | Hazád hazám lehet | 1                                      | -          |        |
| 2015 | Balázs Fecó: Változnak az évszakok...                                                      | A csönd éve | 33                                     | -          |        |
| 2015 | István, a király – A teljes mű koncertváltozata, Budapest, Királydomb, 2015. augusztus 19. | N/A | 5                                      | -          |        |
| 2015 | Németh Alajos (Lojzi) – Sóhajok lépcsőháza                                                 | Velünk az ég és a szerelem; Nincsen maradásom; Menj, ha menni kell                                                                                        | -                                      | -          | [ 85 ] |
| 2015 | Omega – The Heavy Nineties                                                                 | Soldier Of Time, White Dove | -                                      | -          |        |
| 2017 | Álomutazó – mesemusical                                                                    | Mindenkinek van egy szörnye; Álomkészítők; Hol rontottuk el?                                                                                              | 1                                      | -          |        |
| 2020 | Mobilmánia – Zefi & Bajnok 40                                                              | Valakire gondoltam; Bárcsak tudnánk vigyázni rád (duett Balázs Fecóval)                                                                                   | 3                                      | Aranylemez | [ 86 ] |
| 2021 | FERÓ 75 – „Ahogy ti zenéltek…”                                                             | Azok a boldog szép napok (duett Varga Miklóssal) | -                                      | -          | [ 87 ] |
| 2022 | Dalfutár (Dalfutár7)                                                                       | Te maradtál | -                                      | -          |        |
| 2023 | Mobilmánia: Zefi & Bajnok 40 Aréna                                                         | Valakire gondoltam | -                                      | -          |        |

#### Vokalistaként
| Év   | Album                                                               | Dal | Legmagasabb helyezés                   | Minősítés  | Forrás  |
| Év   | Album                                                               | Dal | MAHASZ Top 40 album- és válogatáslemez | Minősítés  | Forrás  |
| ---- | ------------------------------------------------------------------- | --- | -------------------------------------- | ---------- | ------- |
| 1988 | Zalatnay Sarolta: Privát levél                                      | N/A | -                                      | -          | [ 88 ]  |
| 1989 | Delhusa Gjon: Csavargó                                              | N/A | 34                                     | -          | [ 89 ]  |
| 1990 | Rock & Roll Mix No. 2 – Hungária válogatás                          | N/A | -                                      | -          | [ 90 ]  |
| 1990 | Mikó István és a Pastoral együttes: Kell egy sziget                 | N/A | -                                      | -          | [ 91 ]  |
| 1990 | Első Emelet: Kis generáció                                          | Hazudd, hogy fáj!; Adj fel egy hirdetést                                                                                              | 9                                      | -          | [ 92 ]  |
| 1990 | Edda Művek: Győzni fogunk                                           | N/A | 20                                     | -          | [ 93 ]  |
| 1990 | Varga Miklós: Otthonról hazafelé                                    | N/A | -                                      | -          | [ 94 ]  |
| 1990 | Exotic: Vadnyugat                                                   | N/A | 8                                      | -          | [ 95 ]  |
| 1990 | Soltész Rezső: A szerelem útjain                                    | N/A | -                                      | -          | [ 96 ]  |
| 1991 | Moralisa: A nap lánya                                               | Ez csak egy szerelem volt; Ha elmész                                                                                                  | -                                      | -          | [ 97 ]  |
| 1991 | Anita: Mért legyek jó?                                              | N/A | -                                      | -          | [ 98 ]  |
| 1991 | Tátrai Band: A küszöbön túl                                         | N/A | 10                                     | -          | [ 99 ]  |
| 1991 | Bikini: A sötétebbik oldal                                          | Olcsó vigasz; Péntek 13; Csak annyit érzek                                                                                            | 3                                      | -          | [ 100 ] |
| 1991 | East: Taking the Wheel                                              | N/A | -                                      | -          | [ 101 ] |
| 1993 | Ákos: Karcolatok                                                    | Menekülj; Minden élet | 1                                      | Aranylemez | [ 102 ] |
| 1993 | Akosh: So Much Larger                                               | So Much Larger (Than Life) | -                                      | -          | [ 103 ] |
| 1993 | Révész Sándor: Révész                                               | Oh! Darling! | 4                                      | -          | [ 104 ] |
| 1993 | Mester és tanítványai: Hívők földjén                                | N/A | 5                                      | -          | [ 105 ] |
| 1993 | Tátrai Band: New York, New York – Best Of Tátrai Band               | N/A | 16                                     | -          | [ 106 ] |
| 1993 | R-GO: Kalandorok, csavargók                                         | N/A | 21                                     | -          | [ 107 ] |
| 1994 | Hip Hop Boyz: Tizen5 Év / Never                                     | N/A | -                                      | -          | [ 108 ] |
| 1994 | Charlie: Charlie                                                    | N/A | 2                                      | -          | [ 109 ] |
| 1994 | Szekeres Tamás: The Dreamlake                                       | N/A | -                                      | -          |         |
| 1995 | East: Két arc (koncert)                                             | David Bowie szeme; Ha zászlót bont a félelem; Radio Babel; Szél repítse lelkem; Fényes ösvény; Parachuting My Love; The Party Is Over | -                                      | -          | [ 110 ] |
| 1995 | Kormorán: Az utolsó felszállás (kereskedelmi forgalomba nem került) | N/A | -                                      | -          | [ 111 ] |
| 1996 | Slam: Slam                                                          | N/A | -                                      | -          | [ 112 ] |
| 1996 | Slam: Kapuk előtt                                                   | N/A | -                                      | -          | [ 113 ] |
| 1997 | Bársony Attila: Bársony Attila                                      | N/A | -                                      | -          | [ 114 ] |
| 1997 | Bikini: Best of Bikini                                              | Csak annyit érzek; Olcsó vigasz | -                                      | -          | [ 115 ] |
| 1998 | Edda Művek: Fire and Rain                                           | N/A | 22                                     | -          | [ 116 ] |
| 1999 | Omega: Népstadion 1994-1999                                         | N/A | -                                      | -          | [ 117 ] |
| 2000 | Sacra Corona – filmzene                                             | N/A | 4                                      | -          | [ 118 ] |
| 2000 | Erox: I Clori Dell'Amore                                            | N/A | -                                      | -          | [ 119 ] |
| 2002 | Kormorán: Jöjjön el a Te országod                                   | N/A | -                                      | -          | [ 120 ] |
| 2003 | Pálvölgyi Géza: Silence I-II.                                       | N/A | -                                      | -          | [ 121 ] |
| 2004 | Varga Miklós: Csemetekert                                           | N/A | -                                      | -          | [ 122 ] |
| 2004 | Omega: Napot hoztam, csillagot                                      | N/A | 8                                      | -          | [ 123 ] |
| 2005 | Ákos: X+I                                                           | Menekülj; Minden élet | 17                                     | -          | [ 124 ] |
| 2011 | Ádok Zoltán: Három álom                                             | Itt egy szép világ (EU mix) | -                                      | -          | [ 125 ] |
| 2012 | Omega: Greatest Performances                                        | N/A | 2                                      | Aranylemez | [ 126 ] |
| 2017 | Omega: Volt egyszer egy vadkelet                                    | White Dove (Gyöngyhajú Lány) | -                                      | -          | [ 127 ] |
| 2022 | Alapi István: 60 - Jubileumi Album                                  | Idegenül | -                                      | -          | [ 128 ] |

## Dalok

### Slágerlistás helyezések
| Év                   | Dal                       | Legmagasabb helyezés | Legmagasabb helyezés   | Legmagasabb helyezés | Legmagasabb helyezés | Legmagasabb helyezés         | Legmagasabb helyezés | Album                              |
| Év                   | Dal                       | VIVA Chart           | Mahasz Editors’ Choice | Mahasz Rádiós Top 40 | Mahasz Dance Top 40  | MAHASZ Single (track) Top 40 | EURO 200             | Album                              |
| -------------------- | ------------------------- | -------------------- | ---------------------- | -------------------- | -------------------- | ---------------------------- | -------------------- | ---------------------------------- |
| 2010                 | Csak a miénk              | -                    | -                      | 32                   | -                    | -                            | -                    | Csak játszom                       |
| 2013                 | Nem akarok többé játszani | -                    | -                      | -                    | -                    | 9                            | -                    | Nem akarok többé játszani – single |
|                      |                           | Összesítés           |                        |                      |                      |                              |                      |                                    |
| Top 10-es helyezések | Top 10-es helyezések      |                      |                        |                      |                      | 1                            |                      |                                    |
| Top 40-es helyezések | Top 40-es helyezések      |                      |                        | 1                    |                      |                              |                      |                                    |

### Duettek
- 1987: Varga Miklóssal: Mindennapi szerelem
- 1989: Cserháti Zsuzsával: Minden kincsem
- 1990: Varga Miklóssal: Otthonról hazafelé
- 1994: Forgács Péterrel: Tegnap és holnap
- 1994: Forgács Péterrel: Veled leszek én
- 1995: Takáts Tamással: '56
- 1995: Takáts Tamással: A szerelem sivataga
- 1997: Hobóval: Adj menedéket!
- 1999: Novák Péterrel: Tűnj el
- 2000: Balázs Fecóval: A csönd éve
- 2000: Balázs Fecóval: Új név a régi ház falán
- 2005: Anitával: Méregkeverők
- 2006: Edda Művekkel: Ma minden más
- 2008: Kohánszky Royjal: Várlak
- 2009: Tabáni Istvánnal: Várj, míg felkel majd a nap
- 2014: Éliás Jr.-ral: Valaki elköszön
- 2014: Feke Pállal: Nem a miénk az ég
- 2016: Oláh Ibolyával: Elég szép
- 2020: Balázs Fecóval: Bárcsak tudnánk vigyázni rád
- 2021: Varga Miklóssal: Azok a boldog szép napok
- 2024: Takács Nikolasszal: Köszönöm
- 2025: Jakab Csabával: Együtt az úton

### Filmzenék
- Utolsó jelentés Annáról (2009)
- Lora (2007)
- Csak szex és más semmi (2005)
- Le a fejjel! (2005)
- Szerelemből szerelembe (1994)

### Videóklipek
- 1999 Nem a miénk az ég
- 2000 A csönd éve
- 2006 Boldogság, gyere haza
- 2009 Hazám
- 2014 Adj valamit
- 2015 Menj, ha menni kell
- 2019 Ahol a város őrzi a Dunát
- 2021 Együtt jó
- 2021 Egy darab a szívemből
- 2022 Te maradtál
- 2023 1000 út
- 2024 Köszönöm
- 2025 Együtt az úton

## Szerepei

### Színházi szerepei
A Színházi adattárban regisztrált bemutatóinak száma: 57. Ugyanitt egy színházi fotón is látható.
| Darab                                             | Szerep                                     | Színház                          | Bemutató             | Forrás  |
| ------------------------------------------------- | ------------------------------------------ | -------------------------------- | -------------------- | ------- |
| ... és te, szépségem, igen-igen, te... Cukorváros | Susan                                      | Soproni Petőfi Színház           | 1999. november 20.   | [ 130 ] |
| 56 csepp vér                                      | Lear szállásadónője                        | Papp László Budapest Sportaréna  | 2006. október 19.    | [ 131 ] |
| A 3 testőr                                        | Milady                                     | Budapest Kongresszusi Központ    | 2006. október 13.    | [ 132 ] |
| A csúnya lány                                     | Éva                                        | Soproni Petőfi Színház           | 1998. október 10.    | [ 133 ] |
| A doktor úr                                       | Marosiné                                   | Ruttkai Éva Színház              | 2002. november 12.   | [ 134 ] |
| A kaktusz virága                                  | Antonia, Julien barátnője                  | Soproni Petőfi Színház           | 2003. október 11.    | [ 135 ] |
| A költő visszatér                                 | Leövey Klára, tanító, a grófnő harcostársa | Margitszigeti Szabadtéri Színpad | 1988. augusztus 5.   | [ 136 ] |
| A kölyök                                          | Edna                                       | Arizona Színház                  | 1992. december 18.   | [ 137 ] |
| A Montmartre-i ibolya                             | Ninon                                      | Soproni Petőfi Színház           | 2005. június 18.     | [ 138 ] |
| A muzsika hangja                                  | Berta főnővér, a novíciák felügyelője      | Soproni Petőfi Színház           | 2009. március 7.     | [ 139 ] |
| A muzsika hangja                                  | Elsa Schraeder                             | Soproni Petőfi Színház           | 2009. november 14.   | [ 140 ] |
| A régi nyár                                       | Mimóza, öltöztetőnő                        | Soproni Petőfi Színház           | 2007. február 2.     | [ 141 ] |
| A szabin nők elrablása                            | Róza, Bányaiék szobalánya                  | Turay Ida Színház                | 2008. május 10.      | [ 142 ] |
| A szabin nők elrablása                            | Róza, Bányaiék szobalánya                  | Soproni Petőfi Színház           | 2008. szeptember 20. | [ 143 ] |
| A tenger szerelmesei                              | Esmeralda                                  | Soproni Petőfi Színház           | 1997. december 13.   | [ 144 ] |
| A vöröslámpás ház                                 | Madám                                      | Turay Ida Színház                | 2015. április 11.    | [ 145 ] |
| Ábel                                              | Miss America                               | Soproni Petőfi Színház           | 2000. október 1.     | [ 146 ] |
| Ábrahám és Izsák                                  | Sára                                       | Madách Színház                   | 2000. március 31.    | [ 147 ] |
| Álomutazó                                         | Rém – Álomkészítő                          | TulipánTündér Produkció          | 2017. december 26.   |         |
| Anconai szerelmesek                               | Dorina, Tomao házvezetőnője                | Turay Ida Színház                | 2013. március 22.    | [ 148 ] |
| Apácák                                            | Mária Roberta nővér                        | Soproni Petőfi Színház           | 2001. november 24.   | [ 149 ] |
| Az apostol                                        | Koldusasszony                              | Soproni Petőfi Színház           | 1999. március 13.    | [ 150 ] |
| Az első sírásó                                    | Éva                                        | Soproni Petőfi Színház           | 1995. május 6.       | [ 151 ] |
| Az ifjúság édes madara                            | Miss Lucy                                  | Soproni Petőfi Színház           | 2005. december 17.   | [ 152 ] |
| Beatles álom                                      | N/A                                        | Soproni Petőfi Színház           | 1994. május 7.       | [ 153 ] |
| Kabaré                                            | Sally Bowles                               | Soproni Petőfi Színház           | 1998. március 14.    | [ 154 ] |
| Kabaré                                            | Sally Bowles                               | Ruttkai Éva Színház              | 2002. január 15.     | [ 155 ] |
| Casting                                           | Zsazsa                                     | Soproni Petőfi Színház           | 2006. február 4.     | [ 156 ] |
| Chicago                                           | Roxie Hart                                 | Soproni Petőfi Színház           | 1999. szeptember 25. | [ 157 ] |
| Csakazértis szerelem                              | Klári, Tamás anyja                         | Turay Ida Színház                | 2014. március 1.     | [ 158 ] |
| Cseresznyéskert                                   | Sarlotta Ivanovna, nevelőnő                | Soproni Petőfi Színház           | 2001. október 6.     | [ 159 ] |
| Csókos asszony                                    | Pünkösdi Kató                              | Ruttkai Éva Színház              | 2004. október 8.     | [ 160 ] |
| Drakula utolsó tánca                              | N/A                                        | Nemzeti Táncszínház              | 2016. július 8.      |         |
| Égben maradt repülő                               | Édith Piaf                                 | Turay Ida Színház                | 2016. február 20.    | [ 161 ] |
| Hajmeresztő                                       | Barbara DeMarco, fodrászlány               | Turay Ida Színház                | 2012. március 24.    | [ 162 ] |
| Irma, te édes                                     | Irma                                       | Soproni Petőfi Színház           | 1996. szeptember 27. | [ 163 ] |
| Irma, te édes                                     | Josephina, bártulajdonos                   | Turay Ida Színház                | 2017. november 18.   |         |
| István, a király                                  | Boglárka                                   | Népstadion                       | 1990. szeptember 15. | [ 164 ] |
| István, a király                                  | Picur                                      | Margitszigeti Szabadtéri Színpad | 1995. június 24.     | [ 165 ] |
| István, a király                                  | Sarolt                                     | Városliget – Királydomb          | 2015. augusztus 19.  | [ 166 ] |
| Jónás könyve                                      | Csábító                                    | Nemzeti Táncszínház              | 2005. november 21.   | [ 167 ] |
| Képzelt riport egy amerikai popfesztiválról       | N/A                                        | Ruttkai Éva Színház              | 2008. január 22.     | [ 168 ] |
| Karnyóné – Az özvegy Karnyóné s két szeleburdiak  | Karnyóné                                   | Turay Ida Színház                | 2022. május 7.       | [ 169 ] |
| La Mancha lovagja                                 | Antonia                                    | Szegedi Szabadtéri Játékok       | 1992. július 24.     | [ 170 ] |
| Lánybúcsú                                         | Nóra                                       | Liliom Produkció                 | 2024. november 2.    | [ 171 ] |
| Légy jó mindhalálig                               | Viola kisasszony                           | Soproni Petőfi Színház           | 2007. szeptember 15. | [ 172 ] |
| Liliomfi                                          | Camilla kisasszony                         | Soproni Petőfi Színház           | 2001. február 3.     | [ 173 ] |
| Miko(r) lesz a fantom?!                           | N/A                                        | Thália Színház                   | 1989. december 29.   | [ 174 ] |
| Mindhalálig Beatles                               | Kati                                       | Városmajori Szabadtéri Színpad   | 2000. július 1.      | [ 175 ] |
| Mirandolina, te drága                             | Dejanira, színésznő                        | Soproni Petőfi Színház           | 1995. október 14.    | [ 176 ] |
| Nine – Kilenc                                     | Sarraghina – prostituált                   | Budapesti Operettszínház         | 2021. szeptember 24. | [ 177 ] |
| Nyolc nő                                          | Louise, szobalány                          | Ruttkai Éva Színház              | 2004. február 19.    | [ 178 ] |
| Nyolc nő                                          | Louise, szobalány                          | Turay Ida Színház                | 2009. november 21.   | [ 179 ] |
| Orfeusz az alvilágban                             | Diana                                      | Soproni Petőfi Színház           | 2004. szeptember 24. | [ 180 ] |
| PopShow                                           | Ildikó                                     | Nyugati Teátrum                  | 2008. november 18.   | [ 181 ] |
| Sakk                                              | Szvetlana                                  | Arizona Színház                  | 1992. május 31.      | [ 182 ] |
| Szívecskéim                                       | Vi                                         | IBS Színpad                      | 2002. május 22.      | [ 183 ] |
| Szombat, vasárnap, hétfő                          | N/A                                        | Soproni Petőfi Színház           | 1996. december 7.    | [ 184 ] |
| Térden állva jövök hozzád                         | Amanda, bárénekesnő                        | Turay Ida Színház                | 2021. június 17.     |         |
| Zúgjatok harangok! – 1848                         | N/A                                        | Margitszigeti Szabadtéri Színpad | 1998. július 24.     | [ 185 ] |
| Zsuzsi kisasszony                                 | Mária, az özvegy nővére                    | Soproni Petőfi Színház           | 1994. március 19.    | [ 186 ] |

### Film- és sorozatszerepei
| Év   | Rendező                   | Cím                                      | Szerep                                     |
| ---- | ------------------------- | ---------------------------------------- | ------------------------------------------ |
| 1988 | Koós György, Koltay Gábor | A költő visszatér                        | Leövey Klára, tanító, a grófnő harcostársa |
| 1991 | Szilágyi András           | Uborka                                   | N/A                                        |
| 1992 | Koós György               | Új Gálvölgyi-show                        | N/A                                        |
| 1993 | Szirtes Tamás             | Zenés húsvét                             | N/A                                        |
| 1994 | Bacsó Péter               | Kis Romulusz                             | N/A                                        |
| 1996 | El Eini Sonia             | Neonrománc                               | N/A                                        |
| 2004 | Iglódi István             | Jacques Offenbach: Orfeusz az alvilágban | Diana                                      |
| 2007 | Bokor Attila              | 56 csepp vér                             | Lear szállásadónője                        |
| 2015 | Novák Péter               | István, a király – Királydombon          | Sarolt                                     |

### Koncertfilmjei
| Év   | Rendező        | Cím                                     |
| ---- | -------------- | --------------------------------------- |
| 1996 | Móczán Péter   | EAST – Két arc                          |
| 2008 | Sebők György   | SITKE 2008. – Koncert a kápolnáért      |
| 2008 | Komár István   | Erdélyország az én hazám – Verőce 2008. |
| 2008 | Seres Tamás    | A magyar dal napja                      |
| 2011 | Szurdoki Erika | Balázs Fecó 60, születésnapi koncert    |
| 2012 | Komlós András  | Ha volna két életem...                  |
| 2012 | N/A            | Cserháti Zsuzsa emlékkoncert            |
| 2012 | N/A            | Mága Zoltán – Budapesti újévi koncert   |
| 2013 | N/A            | Mága Zoltán – Budapesti újévi koncert   |
| 2014 | N/A            | Ákos: Karcolatok 20                     |
| 2014 | N/A            | Keresztes Ildikó koncert                |
| 2019 | N/A            | Keresztes Ildikó akusztik koncert       |
| 2021 | N/A            | Keresztes Ildikó raktárkoncert          |

### Televíziós szereplései
| Év                     | Műsor                                         | Csatorna           |
| ---------------------- | --------------------------------------------- | ------------------ |
| 2000                   | Rögtön! – Vámos Miklós műsora                 | M1                 |
| 2001                   | Ismeretlen ismerősök                          | M1                 |
| 2004                   | Barbara – Dumáljuk meg!                       | TV2                |
| 2007, 2008–2010        | Csináljuk a fesztivált!                       | M1                 |
| 2007, 2012             | Reggeli – szereplő                            | RTL Klub           |
| 2008                   | Szombat esti láz – vendégénekes               | RTL Klub           |
| 2009                   | Önök kérték                                   | M1                 |
| 2009                   | Átjáró                                        | M1                 |
| 2009                   | Kikötő – Extra                                | Duna Televízió     |
| 2009, 2010             | Vacsoracsata                                  | RTL Klub           |
| 2009                   | Csillag születik – sztárfellépő               | RTL Klub           |
| 2010                   | Lélek Boulevard                               | M1                 |
| 2010                   | A zene az kell                                | Duna Televízió     |
| 2010                   | Hogy volt?!                                   | M1                 |
| 2010                   | X-Faktor – mentor                             | RTL Klub           |
| 2011                   | X-Faktor – mentor                             | RTL Klub           |
| 2011, 2012             | Híradó – szereplő                             | RTL Klub           |
| 2011                   | Mága Show                                     | Duna Televízió     |
| 2012                   | DTK – D. Tóth Kriszta Show                    | M1                 |
| 2012                   | Ma Reggel                                     | M1                 |
| 2012                   | X-Faktor – mentor                             | RTL Klub           |
| 2012, 2013, 2014, 2015 | Reflektor – szereplő                          | RTL Klub           |
| 2012-2016              | Szerencseszombat                              | M1                 |
| 2013                   | A Dal – szereplő                              | M1, Duna World     |
| 2013                   | Magyarország, szeretlek!                      | M1                 |
| 2013                   | SzerencseHíradó                               | M1                 |
| 2013-2018              | Ridikül                                       | M1, Duna Televízió |
| 2013-2016              | Család-barát                                  | M1, Duna Televízió |
| 2013                   | X-Faktor – mentorsegéd, sztárfellépő          | RTL Klub           |
| 2014                   | Sztárban sztár – szereplő                     | TV2                |
| 2014, 2017             | Bumm! – szereplő                              | TV2                |
| 2015                   | Rising Star – sztárfellépő                    | TV2                |
| 2015                   | Hal a tortán – Meglepetés                     | TV2                |
| 2015                   | A Dal – szereplő                              | M1, Duna World     |
| 2015                   | Sztár Gokart                                  | Viasat 6           |
| 2016                   | A nagy duett – szereplő                       | TV2                |
| 2016                   | Star Academy – zsűri                          | TV2                |
| 2016                   | Sztárban sztár – sztárfellépő                 | TV2                |
| 2017                   | Sztárban sztár +1 kicsi – szereplő            | Super TV2          |
| 2018                   | Pénzt vagy éveket – szereplő                  | TV2                |
| 2018                   | Szenzációs Négyes – szereplő                  | RTL Klub           |
| 2019                   | Nyugi! Köztünk marad... – szereplő            | LifeTV             |
| 2019                   | X-Faktor – fellépő                            | RTL Klub           |
| 2020                   | Észbontók – szereplő                          | Viasat 3           |
| 2021                   | A Dal – fellépő                               | Duna TV            |
| 2022–2024              | Csináljuk a fesztivált! – fellépő             | Duna TV            |
| 2023                   | Petőfi Zenei Díj – Adamis Anna gála – fellépő | Duna TV            |
| 2024                   | Sztárban sztár All Stars                      | TV2                |

## Portréfilmek
- Tálentum – Keresztes Ildikó (2000)
- Arckép – Keresztes Ildikó (2016)
- Hogy volt?! – Keresztes Ildikó (2018)
- DTK: Elviszlek magammal – Keresztes Ildikó (2018)
- Ez itt a kérdés – Keresztes Ildikó (2021)
- Magas és Mély – Keresztes Ildikó (2022)
- Adom a napom – Keresztes Ildikó (2024)

## Díjak, kitüntetések
- Interpop Fesztivál – Siófok város különdíja (1988)[187]
- Egri Táncdalfesztivál – III. díj (1992)
- E–Klub közönségszavazat – Az év rockénekesnője (1995)
- eMeRTon-díj – Az év musical-énekesnője (1997)
- eMeRTon-díj – Az év énekesnője (1999)
- Artisjus-díj (2001)
- VOXCar-díj – A legjobb filmbetétdal – Boldogság, gyere haza (2006)
- Soproni Petőfi Színház örökös tagja (2006)
- Kék madár díj (2012)[188]
- Magyar Teátrum Nyári Fesztivál díja – A legjobb női alakítás díja (Anconai szerelmesek) (2013)
- Magyar Toleranciadíj (2013)
- Turay Ida-vándordíj (2017)
- A Magyar Érdemrend lovagkeresztje – állami kitüntetés (2017)[189]
- Pro Urbe Budapest-díj (2019)
- Zugló díszpolgára (2020)
- Máté Péter-díj – állami kitüntetés (2022)[190]

## Egészsége
2001-ben súlyos depresszióba esett, melyből pszichiáter és gyógyszeres kezelés segítségével állt talpra. 2023 novemberében diagnosztizálták jóindulatú agydaganattal, melyet 2024 februárjában távolítottak el a szervezetéből.